# 제이콥 스타우트
제이콥 스타우트(Jacob Stout, 1764년, 영국령 아메리카 델라웨어 식민지 켄트 카운티 ~ 1855년 11월 28일, 델라웨어주 켄트 카운티)은 미국의 정치인으로 델라웨어 주지사이다.

## 경력
- 1776.10 ~ 1781.10 델라웨어 켄트 선거구 하원의원
- 1784.10 ~ 1785.10 델라웨어 켄트 선거구 하원의원
- 1813.01 ~ 1815.01 델라웨어 도버 선거구 하원의원
- 1816.01 ~ 1820.01 델라웨어 도버 선거구 상원의원
- 1820.01 ~ 1821.01 제21대 델라웨어주 주지사
- 1844 ~ 1847 서머나 은행 총재

## 역대 선거 결과
| 선거명        | 직책명                          | 대수 | 정당   | 득표율 | 득표수 | 결과 | 당락                 |
| ------------- | ------------------------------- | ---- | ------ | ------ | ------ | ---- | -------------------- |
| 1776년 선거   | 하원의원 (델라웨어 켄트 선거구) | 1대  | 연방당 | 11.11% | 1표    | 7위  | 델라웨어 주의원 당선 |
| 1777년 선거   | 하원의원 (델라웨어 켄트 선거구) | 2대  | 연방당 | 14.29% | 1표    | 4위  | 델라웨어 주의원 당선 |
| 1778년 선거   | 하원의원 (델라웨어 켄트 선거구) | 3대  | 연방당 | 16.67% | 1표    | 3위  | 델라웨어 주의원 당선 |
| 1779년 선거   | 하원의원 (델라웨어 켄트 선거구) | 4대  | 연방당 | 14.29% | 1표    | 1위  | 델라웨어 주의원 당선 |
| 1780년 선거   | 하원의원 (델라웨어 켄트 선거구) | 5대  | 연방당 | 14.29% | 1표    | 3위  | 델라웨어 주의원 당선 |
| 1784년 선거   | 하원의원 (델라웨어 켄트 선거구) | 9대  | 연방당 | 14.29% | 1표    | 7위  | 델라웨어 주의원 당선 |
| 1823년 재선거 | 상원의원 (델라웨어 제1부)       | 17대 | 연방당 | 10.00% | 3표    | 6위  | 낙선                 |